# Inländer-Rum

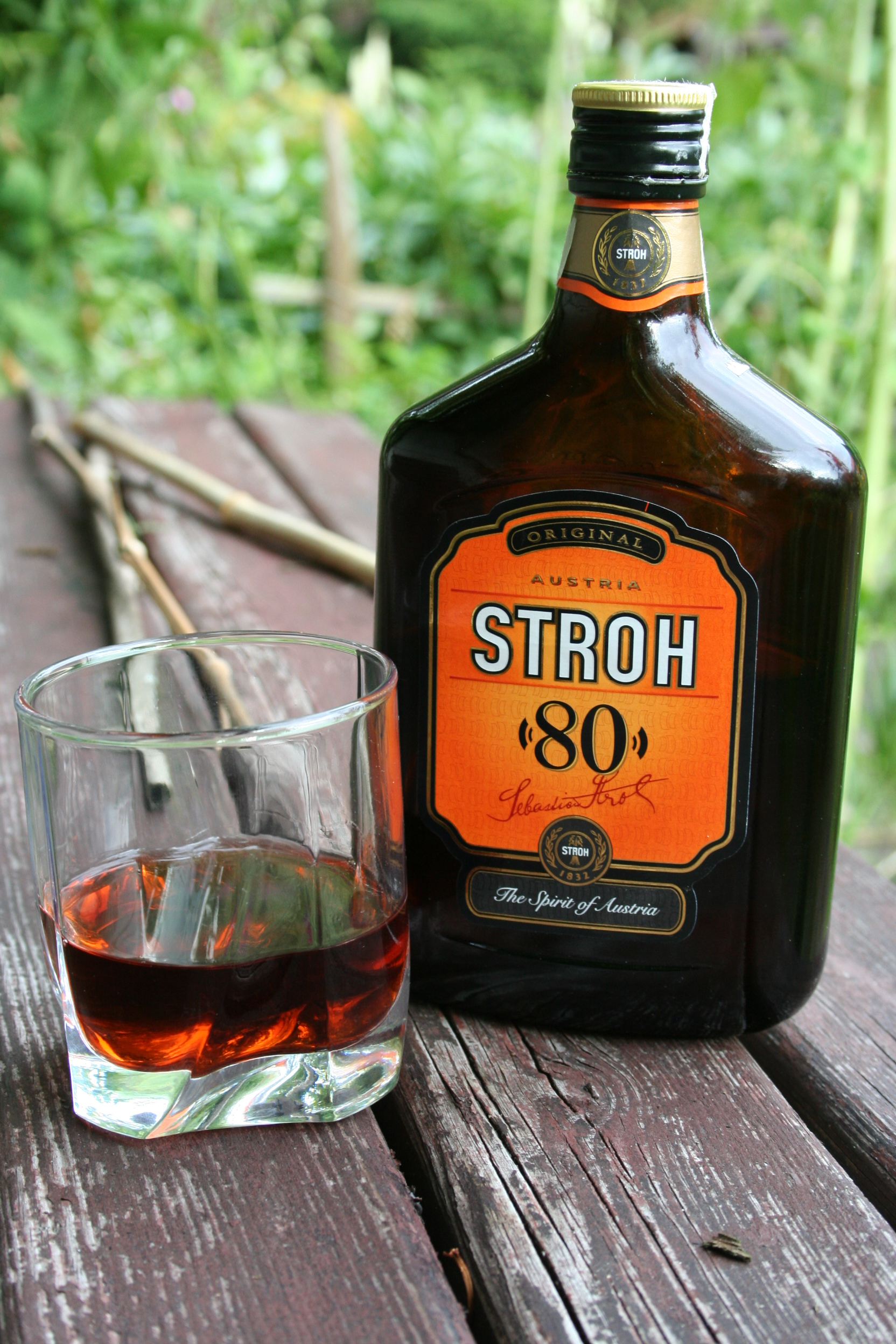
Stroh Rum aus Kärnten ist ein Inländer-Rum

Inländer-Rum (auch Inländerrum) ist eine Spirituose mit üblicherweise 38 % bis 40 % (mitunter auch bis zu 80 %) Alkoholgehalt, die besonders in Österreich und anderen Ländern der ehemaligen Donaumonarchie populär ist.

## Verwendung
Der Inländer-Rum und seine Nachfolgeprodukte werden vor allem in den Nachfolgestaaten Österreich-Ungarns sowie in Deutschland verwendet. Der Geschmack der Spirituose wird als „mild, schokoladig, süßlich und angenehm“ beschrieben.
In der Wiener Küche wird der spezifische Geschmack des Inländer-Rums in mehreren lokalen Gerichten gezielt eingesetzt. Inländer-Rum ist ein Hauptbestandteil von Jagertee.

## Geschichte
Da Rum in Ermangelung an Kolonien, in denen das zur Rumherstellung nötige Zuckerrohr wuchs, in Österreich-Ungarn nicht immer in ausreichender Menge zur Verfügung stand, behalf man sich mit dem aus inländischen Basisprodukten hergestellten Inländer-Rum als Ersatzprodukt. Seine Entstehung geht auf einen Apotheker aus Krems an der Donau im 19. Jahrhundert zurück und ist ein Beispiel für die zahlreichen in Apotheken entstandenen alkoholischen Getränke (wie auch Magenbitter). Es handelte sich um eine Mischung aus Ethylalkohol, Wasser sowie verschiedenen Aromastoffen und Farbstoffen von rumähnlichem Geschmack und Aussehen.
Erst seit 1999 muss die Alkoholbasis von Inländer-Rum aus der Zuckerrohrverarbeitung stammen, was bis dahin nicht der Fall war.
Der Name sollte das Produkt anfangs gegen den echten, importierten Rum abgrenzen, unterliegt inzwischen aber zahlreichen auch EU-Richtlinien und führte zu neuen (EU-konformen) Namen wie Inländer Spirituose (Österreich), tuzemák (Tschechien, zu tuzemec „Inländer“) oder Hajós (Ungarn, zu hajós „Schiffer“, „Seemann“). Mittlerweile ist durch die EU-Verordnung 110/2008, Annex III, geregelt, dass Inländer-Rum zu 100 % in Österreich produziert werden muss. Inländer-Rum ist damit eine geschützte österreichische Spezialität.
Unter anderem gibt es derzeit acht gängige Marken am Einzelhandelsmarkt: Spitz, Mautner, Gautier-Mückstein, Lehar, Stroh, Felser, Alte Excellenz und Riquet. Gemäß einer Blindverkostung von sieben Sorten mit 38 % (Spitz, Felser, Mautner, Riquet, Alte Excellenz, Gautier-Mückstein und Lehar) bewerteten Experten folgende Marken geschmacklich als überwiegend gut: Spitz, Lehar, Mautner, Felser.